# Lurate Caccivio
Lurate Caccivio är en kommun i provinsen Como i regionen Lombardiet i Italien. Kommunen hade 9 846 invånare (2018).